# Guigues III. (Forez)

Wappen Guigues' III. von Forez

Guigues III. (* 1160; † 28. November 1204) war Graf von Forez aus dem Haus Albon.

## Leben
Guigues war ein Sohn des Grafen Guigues II. von Forez. Seine erste Frau war Ascuraa (* 1165), von der er sich trennte. Seine zweite Frau war Alix von Sully (* 1180; † 1207), Tochter von Archambaud IV. von Sully. Aufgrund der dürftigen Quellenlage ist es schwierig, eindeutig zu bestimmen, welche der folgenden Kinder zu welcher Mutter gehören. Die Geburtsjahre und das junge Alter der zweiten Ehefrau legen nahe, dass alle vier Kinder aus der ersten Ehe stammen:
- Alix oder Guigonne (* 1189; † 1214) ⚭ um 1205 Archambault VIII. von Bourbon aus dem Haus Dampierre
- Eleonore (* 1190) ⚭ 1210 Wilhelm von Baffie
- Guigues IV. (* 1190; † 1241), Graf von Forez
- Marquise, ⚭ Guido VI. von Thiern (Haus Thiern)

Guigues folgte 1199 seinem Vater als Graf nach, nachdem der als Mönch in ein Kloster eingetreten war. Zunächst befand er sich in einer kriegerischen Auseinandersetzung mit dem Herren von Beaujeu. Er schloss sich dann dem Vierten Kreuzzug an, zog aber nicht mit dem Hauptheer nach Venedig. Er reiste stattdessen mit einer flämischen Flotte unter Johann von Nesle im Frühjahr 1203 von Marseille direkt nach Palästina. Kurz bevor er wieder in die Heimat abreisen wollte, starb er dort im Jahr 1204 und wurde in Akkon bestattet.

## Quelle
- Gottfried von Villehardouin: Histoire de la conquête de Constantinople
- d'Yves Romain

| Vorgänger   | Amt                      | Nachfolger  |
| ----------- | ------------------------ | ----------- |
| Guigues II. | Graf von Forez 1199–1204 | Guigues IV. |

| Personendaten    | Personendaten                           |
| ---------------- | --------------------------------------- |
| NAME             | Guigues III.                            |
| ALTERNATIVNAMEN  | Guigues III. von Forez; Guigues d’Albon |
| KURZBESCHREIBUNG | Graf von Forez                          |
| GEBURTSDATUM     | 1160                                    |
| STERBEDATUM      | 28. November 1204                       |